# Паркер, Алан (музыкант)
Алан Фредерик Паркер (англ. Alan Frederick Parker; род. 26 августа 1944) — британский гитарист и композитор. Известен также как Bright Spark, Graham Lane.
Паркер родился в Матлоке, графство Дербишир. Обучался у Джулиана Брима в лондонской Королевской академии музыки.
Свою карьеру как сессионного гитариста он начал в конце 1960-х годов и добился значительных успехов на этом поприще; среди знаменитостей, с которыми он работал в качестве гитариста, — Кэт Стивенс, Фрэнк Синатра, Джо Кокер, Дэвид Боуи, Элла Фицджеральд, Серж Генсбур и др. Кроме того, он играл в таких группах, как Blue Mink, The Congregation, Collective Consciousness Society.
В марте 1970 года Джими Хендрикс подарил Паркеру акустическую гитару марки Epiphone, которую Алан в дальнейшем часто использовал при записях, в том числе саундтреков к кинофильмам.